# 西藏香茶菜
西藏香茶菜（学名：Isodon wardii），为唇形科香茶菜属下的一个植物种。